# Kwas p-aminosalicylowy
Kwas p-aminosalicylowy, PAS – organiczny związek chemiczny z grupy aromatycznych aminokwasów, lek przeciwgruźliczy wprowadzony do lecznictwa w 1946 roku, jako lek wspomagający przy terapii innymi lekami przeciwgruźliczymi np. streptomycyną.
Miał za zadanie utrudnianie wytwarzania się szczepów opornych na leki. Obecnie jest to zastępczy lek przeciwgruźliczny; rzadko stosowany, ponieważ jest źle tolerowany przez chorych.
Lek ten może wywoływać m.in. zaburzenia żołądkowo-jelitowe (nudności, wymioty, bóle brzucha, biegunka), odwracalny zespół tocznia rumieniowatego układowego i objawy przypominające mononukleozę (gorączka, wysypka, powiększenie węzłów chłonnych i wątroby) a także methemoglobinemię, plamicę naczyniową czy oksydatywną hemolizę.